# Cooma-Monaro Shire
Koordinaten: 36° 14′ S, 149° 7′ O

Cooma-Monaro Shire war ein lokales Verwaltungsgebiet (LGA) im australischen Bundesstaat New South Wales. Das Gebiet war 5.229 km² groß und hatte zuletzt etwa 9.800 Einwohner. 2016 ging es in der neu geschaffenen Snowy Monaro Region auf.
Cooma-Monaro lag im Südosten des Staates und umschloss die Südhälfte des Australian Capital Territory um die Hauptstadt Canberra. Die Entfernung zur Metropole Sydney betrug etwa 400 km. Das Gebiet umfasste 67 Ortsteile und Ortschaften, darunter Bredbo, Countegany, Jerangle, Nimmitable, Numeralla, Peak View, Rock Flat, Shannons Flat, Yaouk und Teile von Cooma und Michelago. Der Sitz des Shire Councils befand sich in Cooma, wo zuletzt etwa 6.400 Einwohner leben.

## Verwaltung
Der Cooma-Monaro Shire Council hatte neun Mitglieder, die von allen Bewohnern der LGA gewählt wurden. Cooma-Monaro war nicht in Bezirke untergliedert. Aus dem Kreis der Councillor rekrutierte sich auch der Mayor (Bürgermeister) des Councils.